# Jan Pronk
Cet article concerne un homme politique néerlandais. Pour le coureur cycliste néerlandais, voir Jan Pronk (cyclisme).
Johannes Pieter Pronk dit Jan Pronk, né le 16 mars 1940 à La Haye, est un homme politique néerlandais membre du Parti du travail (PvdA), ancien ministre du Commerce extérieur et de la Coopération pour le développement, à deux reprises, puis du Logement des Pays-Bas.

## Éléments personnels

### Formation et carrière
Il effectue ses études secondaires à La Haye, puis étudie les sciences économiques à l'école supérieure néerlandaise d'économie, dont il sort en 1964. Après avoir travaillé comme guide touristique pendant ses études supérieures, il devient en 1965 associé de recherche au centre des programmes pour le développement de son école. Il cumule ensuite cet emploi avec un poste identique à l'institut néerlandais d'économie (NEI), jusqu'en 1971.
Il entame sa carrière universitaire en 1978, comme professeur de théorie et pratique du développement international à l'institut d'études sociales de La Haye. Il renonce à ce poste en 1980, mais le retrouve à partir de 2007. Il a également enseigné la théorie et la pratique de l'élaboration des politiques à l'université d'Amsterdam entre 1988 et 1989.
Il fait partie de l'équipe exécutive recrutée par Willy Brandt pour soutenir le travail de la Commission Brandt. Il participe donc ex officio à l'élaboration du Rapport Nord-Sud (1980).

### Vie privée
Il est né à La Haye, dans le quartier de Schéveningue, et vit aujourd'hui encore dans cette ville. Il a appartenu à l'Église réformée néerlandaise, fusionnée avec d'autres églises protestantes en 2004.

## Parcours politique

### Débuts
Il est élu député à la seconde Chambre des États généraux aux élections du 28 avril 1971, et devient membre de la délégation néerlandaise au Parlement européen en mars 1973. Il renonce à ces deux mandats le 11 mai, lorsqu'il est nommé ministre sans portefeuille chargé de la Coopération pour le développement dans la grande coalition dirigée par le social-démocrate Joop den Uyl. Âgé de 33 ans, il est alors le plus jeune ministre depuis 1815.
Le gouvernement finit par chuter le 22 mars 1977, et des élections anticipées sont convoquées le 25 mai. Bien qu'elles aient été remportées par le PvdA, c'est le démocrate-chrétien Dries van Agt, soutenu par les libéraux, qui obtient le poste de Premier ministre.

### Député
Réélu député à l'occasion de ce scrutin, il se met en retrait de Deuxième chambre de septembre 1977 à janvier 1978, avant de démissionner en août 1980. Il y est finalement réélu lors des élections du 21 mai 1986, et devient l'année suivante premier vice-président du PvdA et président de la commission parlementaire des Affaires économiques.
Il y renonce le 7 novembre 1989, à la suite de son entrée au gouvernement.

### Ministre de Lubbers et de Kok
Ce jour-là en effet, il est à nouveau désigné ministre sans portefeuille chargé de la Coopération pour le développement, dans le cadre d'une grande coalition dirigée cette fois-ci par le démocrate-chrétien Ruud Lubbers. Il est reconduit dans ses fonctions lorsque le social-démocrate Wim Kok succède à Lubbers le 22 août 1994 à la tête d'une coalition violette. Le 3 août 1998, Jan Pronk est nommé au poste de ministre du Logement, de l'Aménagement du territoire et de l'Environnement dans la seconde coalition violette conduite par Kok. Ayant échoué à être désigné haut commissaire de l'ONU pour les réfugiés en 2000, il déclare, le 10 avril 2000 que, à la suite du rapport de l'Institut néerlandais d'études militaires (NIOD) critiquant l'action du gouvernement pour le massacre de Srebrenica, commis en 1995, il devrait démissionner, puisqu'il était ministre à l'époque des faits. Cette attitude sera finalement adoptée par l'ensemble du cabinet six jours plus tard. Il continue toutefois d'exercer l'intérim jusqu'au 22 juillet, lorsqu'une coalition de droite prend le relais.

### Le PvdA après 2002
En 2007, il se présente à l'élection pour la présidence du PvdA. Lors d'un débat avec sa concurrente, Lilianne Ploumen, le 4 septembre, il traite le Premier ministre démocrate-chrétien Jan Peter Balkenende de « menteur », car il a, selon lui, « manipulé les Pays-Bas pour les entraîner dans la guerre d'Irak ». Il a présenté dès le lendemain ses excuses pour ces propos, mais a finalement été battu, le 24 septembre, avec 46 % des voix contre 54 % pour Ploumen. Il a cependant été chargé de présider la commission programmatique du parti pour les élections européennes de juin 2009.

## Au service des Nations unies
Ancien secrétaire général adjoint de la Conférence des Nations unies sur le commerce et le développement (CNUCED) entre 1980 et 1986, il est nommé en 2004 représentant spécial du Secrétaire général de l'ONU, Kofi Annan, pour le Soudan. Sa principale mission était alors de surveiller le respect et l'application de l'accord de paix global (CPA) signé entre le gouvernement de Khartoum et les rebelles du Soudan du Sud. Déclaré persona non grata par le gouvernement soudanais en octobre 2006, il quitte le pays, puis démissionne de son poste au 31 décembre.

## Distinctions
- Officier de l'ordre d'Orange-Nassau
- Officier de la Légion d'honneur